# Пётркувский повет
Пётркувский повят (пол. Powiat piotrkowski) — повят (район) в Польше, входит как административная единица в Лодзинское воеводство. Центр повята — город Пётркув-Трыбунальский (в состав повята не входит). Занимает площадь 1429,12 км². Население — 91 283 человека (на 31 декабря 2015 года).

## Административное деление
- города: Сулеюв, Вольбуж
- городско-сельские гмины: Гмина Сулеюв, Гмина Вольбуж
- сельские гмины: Гмина Александрув, Гмина Чарноцин, Гмина Гожковице, Гмина Грабица, Гмина Ленки-Шляхецке, Гмина Мощеница, Гмина Ренчно, Гмина Розпша, Гмина Воля-Кшиштопорска

## Демография
Население повята дано на 31 декабря 2015 года.
| Перепись            | Всего | Мужчины | Женщины |
| ------------------- | ----- | ------- | ------- |
| Всего               | 91283 | 44985   | 46298   |
| Городское население | 8654  | 4205    | 4450    |
| Сельское население  | 82629 | 40780   | 41848   |